# Reynosia uncinata
Reynosia uncinata är en brakvedsväxtart som beskrevs av Ignatz Urban. Reynosia uncinata ingår i släktet Reynosia och familjen brakvedsväxter. Inga underarter finns listade i Catalogue of Life.